# Музей Хэггин
Музей Хэггин (англ. Haggin Museum) — художественный и краеведческий музей в США, расположенный в городе Стоктон, Калифорния. Находится в Парке Победы города. Был основан в 1928 году, открыт в 1931 году.

## История
Первоначально городское историческое общество San Joaquin Pioneer and Historical Society решило создать в Стоктоне музей, но не собрало для этого достаточно средств. Тогда местный житель Роберт Макки предложил инициативной группе $30 000 в в память о своей жене — Eila Haggin McKee, если музей будет назван в честь ее отца — Louis Terah Haggin. Музей открыл свои двери для посетителей 14 июня 1931 года в День американского флага.

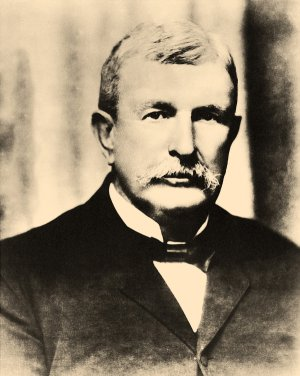
Бенджамин Холт

После Второй мировой музей стал нуждается в дополнительном пространстве для офисов, хранилища и выставочного зала. В 1948 году стоктонский архитектор Howard G. Bissel разработал проект новой планировки музея; деньги на расширение выделили мисс Jennie Hunter и мистер Robert T. McKee, а также владелец местной газеты Stockton Record — мистер Irving Martin. Обновлённый вариант музея открылся в 1949 году. Последнее дополнение к музею было завершено в июне 1976 года, когда средства для этого выделил William Knox Holt, сын Бенджамина Холта, известного американского промышленника и изобретателя.

## Экспозиция
Первоначально музей задумывался, чтобы рассказать историю о прошлом страны и, в частности, штата Калифорния. Затем руководители музея решили сосредоточиться на истории Стоктона и долины Сан-Хоакин, где город находится.
В музее имеется отдельная художественная экспозиция с работами Жана Беро, Розы Бонёр, Вильяма Бугро, Джорджа Иннесса и других известных художников. В его галереях находятся самые большие в регионе коллекция работ художника Альберта Бирштадта и иллюстратора Джозефа Лейендекера. «Шах!» (англ. Check!, или англ. Check – Napoleon and the Cardinal) — картина французского художника Жана-Жоржа Вибера (фр. Jean-Georges Vibert) на сюжет эпизода из жизни Наполеона I Бонапарта.
Также в нем хранятся исторические артефакты, включая старинную сельскохозяйственную технику, пожарные средства, коллекция минералов. Среди последних исторических экспонатов, расположенных в мемориальном зале Холта, находятся раритетные гусеничный трактор «Caterpillar», комбайн «Haines-Houser» и другая техника сельскохозяйственной и промышленной истории Стоктона.

Некоторые художественные работы
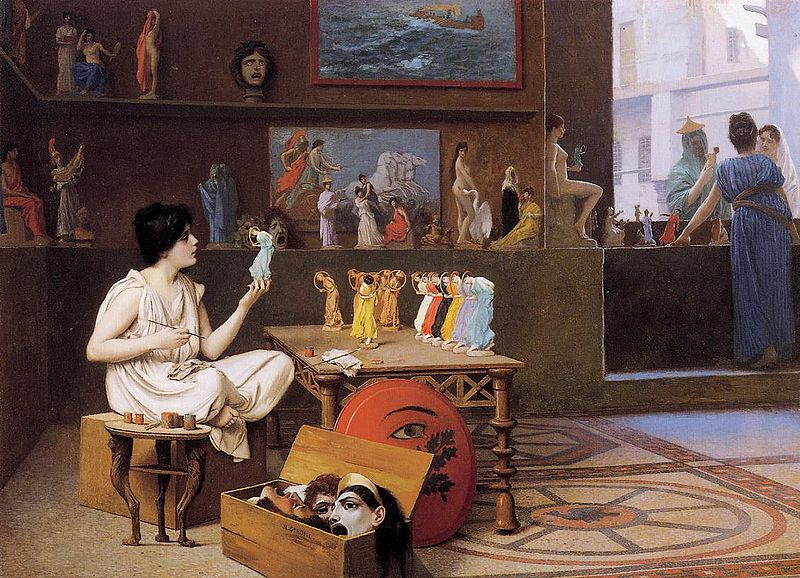
Краски вносят жизнь в скульптуру, 1893, Жан-Леон Жером
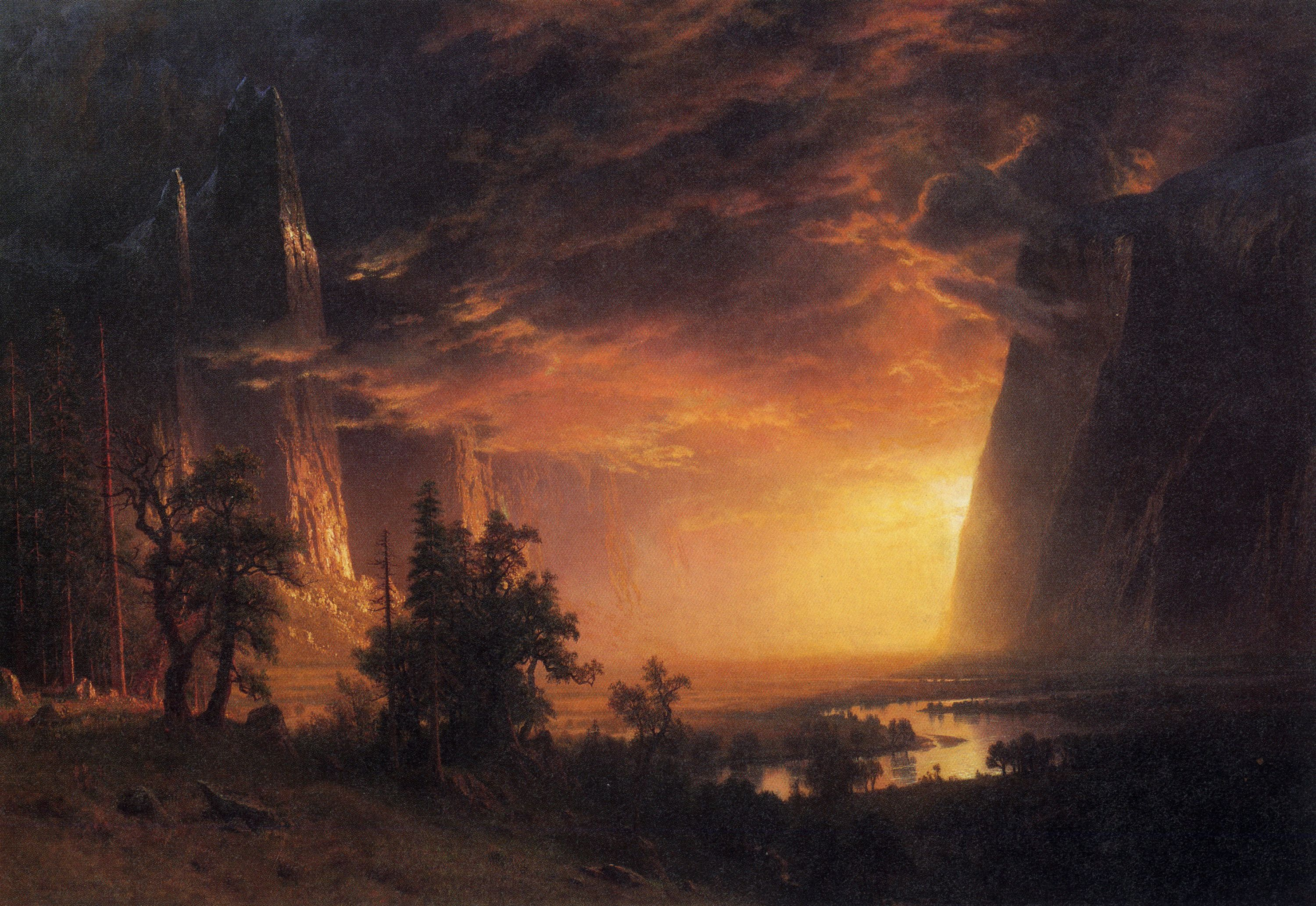
Закат в долине Йосемити, 1868, Альберт Бирштадт
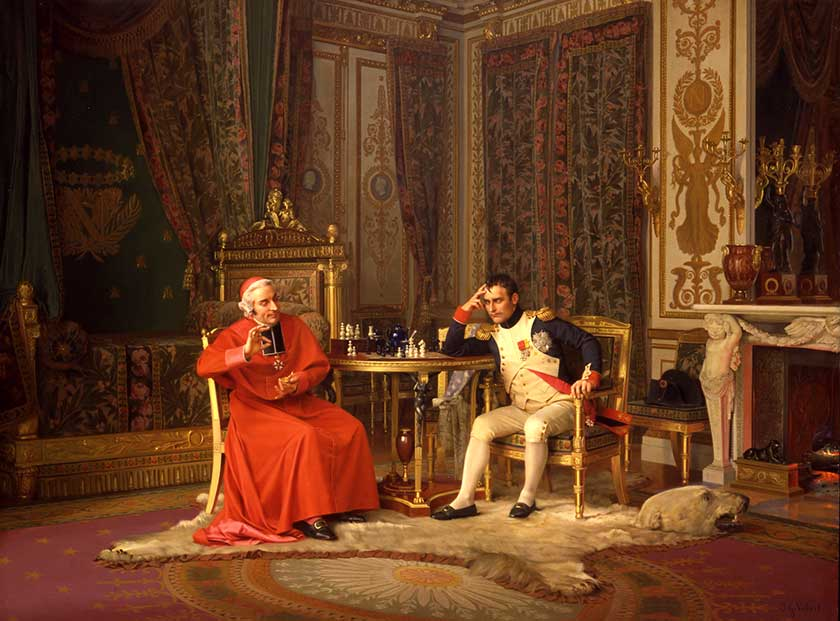
Жан-Жорж Вибер. «Шах!»